# Commissario europeo per l'occupazione, gli affari sociali e l'integrazione
Il commissario europeo per l'occupazione, gli affari sociali e l'integrazione è un membro della Commissione europea. L'attuale commissario è la romena Roxana Mînzatu, in carica dal 1º dicembre 2024, che è anche vicepresidente esecutiva della Commissione.

## Competenze
Il dicastero si occupa delle questioni legate all'occupazione, alla discriminazione e ai temi sociali come quelli del welfare.
Al Commissario per l'occupazione, gli affari sociali e l'integrazione fa capo la Direzione generale per l'occupazione, gli affari sociali e le pari opportunità, attualmente diretta dall'olandese Koos Richelle.

## Il commissario attuale
L'attuale commissaria è la romena Roxana Mînzatu, in carica dal 1º dicembre 2024.

## Cronologia
| Commissario          | Nazionalità | Commissione                                | Durata           | Incarico                                                                |
| -------------------- | ----------- | ------------------------------------------ | ---------------- | ----------------------------------------------------------------------- |
| Lionello Levi Sandri | Italia      | Commissione Rey                            | 1967 - 1970      |                                                                         |
| Albert Coppé         | Belgio      | Commissione Malfatti, Commissione Mansholt | 1970 - 1973      |                                                                         |
| Patrick Hillery      | Irlanda     | Commissione Ortoli                         | 1973 - 1977      |                                                                         |
| Henk Vredeling       | Paesi Bassi | Commissione Jenkins                        | 1977 - 1981      |                                                                         |
| Ivor Richard         | Regno Unito | Commissione Thorn                          | 1981 - 1985      |                                                                         |
| Peter Sutherland     | Irlanda     | Commissione Delors I                       | 1985 - 1986      | Concorrenza, affari sociali e istruzione                                |
| Manuel Marín         | Spagna      | Commissione Delors I                       | 1986 - 1989      | Affari sociali e istruzione                                             |
| Vasso Papandreou     | Grecia      | Commissione Delors II                      | 1989 - 1993      |                                                                         |
| Pádraig Flynn        | Irlanda     | Commissione Delors III, Commissione Santer | 1993 - 1999      |                                                                         |
| Anna Diamantopoulou  | Grecia      | Commissione Prodi                          | 1999 - 2004      |                                                                         |
| Vladimír Špidla      | Rep. Ceca   | Commissione Barroso I                      | 2004 - 2010      |                                                                         |
| László Andor         | Ungheria    | Commissione Barroso II                     | 2010 - 2014      |                                                                         |
| Valdis Dombrovskis   | Lettonia    | Commissione Juncker                        | 2014 - 2019      | Dialogo sociale                                                         |
| Jyrki Katainen       | Finlandia   | Commissione Juncker                        | 2014 - 2019      | Lavoro                                                                  |
| Marianne Thyssen     | Belgio      | Commissione Juncker                        | 2014 - 2019      | Occupazione, affari sociali, competenze e mobilità del lavoro           |
| Nicolas Schmit       | Lussemburgo | Commissione von der Leyen I                | 2019 - 2024      | Lavoro e diritti sociali                                                |
| Roxana Mînzatu       | Romania     | Commissione von der Leyen II               | 2024 - in carica | Diritti sociali e competenze, posti di lavoro di qualità e preparazione |